# Poana (rivier)
De Poana (Portugees: Rio Poana) is een Braziliaanse rivier die door de staat Pará stroomt en uitmondt in de rivier de Trombetas. 

## Loop
De rivier ontspringt in het noordwesten van de staat Pará. De rivier stroomt zuidoostwaarts waar de rivier uitmondt in de Trombetas.